# Félix Dujardin
Félix Dujardin   (Tours, 5 d'abril de 1801 - Rennes, 8 d'abril de 1860) fou un dels primers microscopistes de la vida animal. El 1834 va proposar un nou grup d'organismes unicel·lulars denominat Rhizopoda, nom que després va canviar a Protozoa. També va ser qui va refutar al naturalista Christian Gottfried Ehrenberg (1795-1876) el concepte que els organismes microscòpics són similars als animals superiors. El 1835 va descobrir que les cèl·lules no eren buides (com havia determinat Hooke en les seves observacions sobre el suro) sinó que aquestes al seu torn estaven constituïdes per una substància gelatinosa.
En Foraminifera, descriu la substància denominada sarcode; amb la qual neix el nom de protoplasma encunyat per Hugo von Mohl (1805-1872). Dujardin també va ser investigador d'altres invertebrats, fins i tot equinoderms, helmints i cnidaris.

## Obra
- 1824. Demostra l'existència de la cèl·lula en teixit vegetal i animal.
- 1837. Mémoire sur les Couches du sol a Touraine et descriptions des Coquilles de la craie des faluns
- 1841. Histoire naturelle des zoophytes. Infusoires, comprenant la physiologie et la classification de ces animaux, et la manière de les étudier à l'aide du microscope
- 1842. Nouveau manuel de l'observateur au microscope
- 1845. Histoire naturelle des helminthes ou vers intestinaux. xvi, 654 + 15 pp. + Planxes
- 1862. Histoire naturelle des zoophytes échinodermes: comprenant la description des crinoïdes, des ophiurides, des Astérides, des échinides et des holothurides. Librairie encyclopédique de Roret, Paris doi: 10.5962 / bhl.title.10122
- 1850. Mémoire sur le système nerveux des insectes.